# Mitrasacmopsis
Mitrasacmopsis là một chi thực vật có hoa trong họ Thiến thảo (Rubiaceae).

## Loài
Chi Mitrasacmopsis gồm các loài: